# Anna K. H. Hirsch
Anna Katharina Herta Hirsch (geboren 1982 in Trier) ist eine deutsch-luxemburgische Chemikerin und Professorin für Medizinische Chemie an der Universität des Saarlandes. Seit 2017 leitet sie die Abteilung für Wirkstoffdesign und Optimierung am Helmholtz-Institut für Pharmazeutische Forschung Saarland (HIPS).
Ihr Team konzentriert sich auf das gezielte rationale Wirkstoffdesign zur Regulierung von Enzymen, Transportern und Regulatoren in bakteriellen, parasitären und viralen Krankheitserregern.

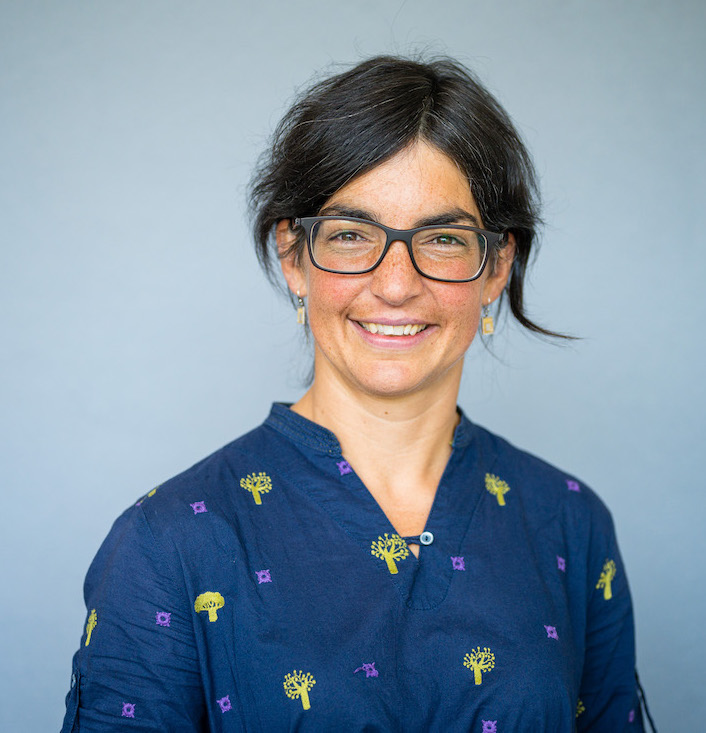
Anna Hirsch, Professorin für Medizinische Chemie an der Universität des Saarlandes.

## Werdegang
Anna Hirsch studierte Naturwissenschaften an der University of Cambridge und absolvierte ein Studienjahr am Massachusetts Institute of Technology. Für ihre Masterarbeit forschte Anna Hirsch in der Gruppe von Steven V. Ley an der University of Cambridge. Sie absolvierte ihre Doktorarbeit in der Forschungsgruppe von François Diederich an der ETH Zürich. Hier arbeitete Anna Hirsch an strukturbasiertem de-novo-Design und an der Synthese von Antiinfektiva. Anschließend wechselte sie als HFSP-Postdoktorandin in die Gruppe von Jean-Marie Lehn am Institut de Science et d’Ingénierie Supramoléculaires (ISIS) in Straßburg.
Im Jahr 2010 nahm Anna Hirsch eine Stelle als Assistenzprofessorin am Stratingh-Institut für Chemie an der Reichsuniversität Groningen an, wo sie 2015 zur W2-Professorin ernannt wurde. Neben ihrer Tätigkeit als Abteilungsleiterin am HIPS ist sie seit 2017 W3-Professorin für Pharmazie an der Universität des Saarlandes.
Im Juni 2024 hatte sie in der Datenbank Scopus 171 Veröffentlichungen gelistet und ihr h-Index lag bei 28.

## Ehrungen und Auszeichnungen
| 2011        | Gewähltes Mitglied des Institut Grand-Ducal: Section des Sciences, Luxemburg                                                     |
| 2012 – 2014 | Ernennung zum Global Shaper der Niederlande (Weltwirtschaftsforum)                                                               |
| 2014        | Gratama Wissenschaftspreis (25.000 €)                                                                                            |
| 2016        | SCT-Servier-Preis „Prix à l’Encouragement à la Recherche en Chimie Thérapeutique“ gemeinsam mit Matthieu Montes                  |
| 2017        | Innovationspreis in Medizinisch/Pharmazeutischer Chemie, GDCh & DPhG                                                             |
| 2018        | ERC Starting Grant „Identification and optimisation of novel anti-infective agents using multiple hit-identification strategies“ |
| 2019        | EFMC-Preis für einen jungen Medizinalchemiker in der akadem. Wissenschaft (Zweiter Platz)                                        |